# Elsie (Míchigan)
Elsie es una villa ubicada en el condado de Clinton en el estado estadounidense de Míchigan. En el Censo de 2010 tenía una población de 966 habitantes y una densidad poblacional de 310,81 personas por km².

## Geografía
Elsie se encuentra ubicada en las coordenadas 43°5′21″N 84°23′19″O / 43.08917, -84.38861. Según la Oficina del Censo de los Estados Unidos, Elsie tiene una superficie total de 3.11 km², de la cual 3.01 km² corresponden a tierra firme y (3.25%) 0.1 km² es agua.

## Demografía
Según el censo de 2010, había 966 personas residiendo en Elsie. La densidad de población era de 310,81 hab./km². De los 966 habitantes, Elsie estaba compuesto por el 97.31% blancos, el 0.41% eran afroamericanos, el 0.62% eran amerindios, el 0.1% eran asiáticos, el 0% eran isleños del Pacífico, el 0.93% eran de otras razas y el 0.62% pertenecían a dos o más razas. Del total de la población el 2.38% eran hispanos o latinos de cualquier raza.